# 一眼レフカメラ

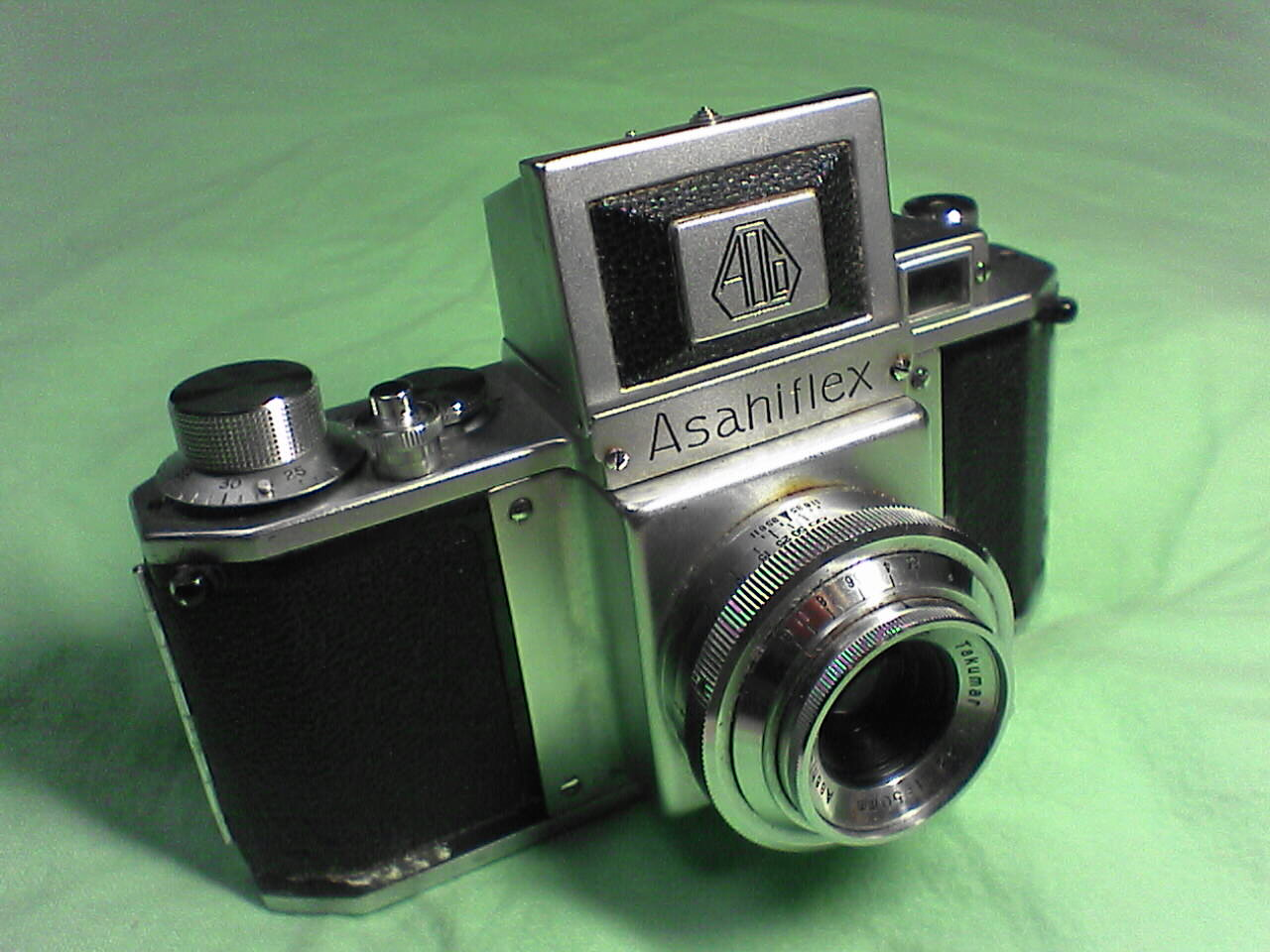
日本で最初のライカ判一眼レフカメラ「アサヒフレックス」

一眼レフカメラ（いちがんレフカメラ、英: Single-lens reflex camera, SLR / SLR camera ）とはスチルカメラの構造による分類のひとつで、撮影に使用するレンズと撮像面（フィルムもしくは固体撮像素子）の間に鏡（ミラー）を置き、実際に撮影されるイメージを光学ファインダーで確認することができるものをいう。撮影用の光学系とファインダー用の光学系が一系統であるため（一眼）、ファインダーから見える像が撮影される写真の像と一致する。
ドイツ語のシュピーゲル・レフレックス（Spiegel-reflex 、鏡の反射）という言葉通り、反射鏡を使ってファインダースクリーンに結像させる機構が特徴であり、レフの語源もここにある。
フィルムカメラ、デジタルカメラの両方に存在し、20世紀中盤以降から21世紀はじめにかけてレンズ交換可能なカメラの主流となっていた方式である。ただし、『一眼』と銘打つデジタルカメラは、21世紀に入ってから、ほとんどが『ミラーレス』と呼ばれるタイプである。これらは一眼レフに特徴的な鏡面とプリズムによる光学系とは構造が異なるため、本項では取り上げない。
一眼レフと異なる構造を持つカメラとしては他に、二眼レフやレンジファインダーなどが挙げられる。

## 利点と欠点
利点としては、
- 撮影用レンズの交換をするだけで、ファインダーもそれに対応する。
- 視差（パララックス）がないので、実写像と同等の像を見ながら構図を決めることができる。
- 撮像面と光学的に同一の位置にフォーカシングスクリーンを設置することにより、厳密なピント合わせができる。
- 被写界深度によるボケ具合の確認が可能（ただし、絞り確認機構があるレンズの場合）。

欠点としては、
- 反射鏡やペンタプリズムなどの内部機構の分だけカメラ本体が大きく、かつ重くなること。
- 反射鏡が上下作動する空間が必要となり、広角レンズなど特にバックフォーカスが短いレンズに使用制限が発生すること。
- 撮影の瞬間（露光時）にミラーが跳ね上がるため、ファインダーから像が消えてしまう。
- 撮影時、ミラーの跳ね上がりにより、振動と音が発生し、手ブレの原因になる。

これらの特徴のため、初期の一眼レフカメラはレンジファインダーカメラに不向きな接写用・望遠用といった特殊用途カメラとして使用されることが多かった。
現在はほとんどの機種にペンタプリズム（廉価機種ではペンタミラー）が装着されている（アイレベル）。ただし、これは一眼レフの機構として必須ではなく、初期の頃にはプリズムを持たないウエストレベルファインダーが主流であった。

## 歴史

### 黎明期
一眼レフカメラの光学機構の源流は、カメラの前身であるカメラ・オブスクラの時代にさかのぼる。カメラ・オブスクラの中には光路の途中に反射鏡を設置し、レンズの光学軸に対して90度の方向に像を結ばせるようになっていたものがあった。
ダゲレオタイプの発明以降のカメラの歴史に限ってみると、一眼レフカメラの最初期のもののひとつは1861年にトーマス・サットンによって考案された物だと考えられる。それ以前のカメラは像面にフォーカシングスクリーン（ピントグラス）を取り付けてレンズの操作を行った後、その場所にスクリーンと交換する形で感光材料を設置するものであったが、サットンは光路上に可動式の鏡を取り付けカメラボディ上面のスクリーンに像を結ばせるという工夫をし、これにより撮影直前まで像を見つづけることができるようになった。
初の実用一眼レフカメラとされているのは1885年にカルビン・レイ・スミスが発売した「パテント・モノキュラー・デュプレックス」である。このカメラはミラーをシャッターとして使う構造である。その後1890年代にかけてさまざまな一眼レフカメラが作られた。二眼レフカメラが登場したのもこのころである。

### 一眼レフカメラの確立
1890年代も終わるころになるとフォーカルプレーンシャッターの登場によって一眼レフカメラの高機能化が加速し、現代に通ずる一眼レフカメラの形式が確立してくる。
これらの一眼レフカメラは写真乾板を用いる木製箱型大型カメラでイギリス、アメリカなどで作られている。このころの代表的機種としては1898年登場の「グラフレックス」などがある。イギリスではジェームズ・F・シウのフォーカルプレーン・レフレクターが1902年に発売されて以来1904年にはマリオンのソホ・レフレックス、A・アダムスのマイネックスやヴァイデックス、ニューマン&ガーディアのスクエア・レフレックス、1908年にホートンのフォールディング・レフレックス、ソロントン・ピッカードのルビー・レフレックスと競合各社が追随した。またドイツを中心としてボディーを折畳式としたフォールディングタイプの一眼レフカメラも多く作られ、実例としてはメントール・カメラファブリーク・ゴルツ&ブロイトマンのメントール・フォールディング・レフレックス、イハゲーのパテント・クラップ・レフレックス、ツァイス・イコンのミロフレックスが挙げられる。

### ロールフィルムを用いた一眼レフカメラ

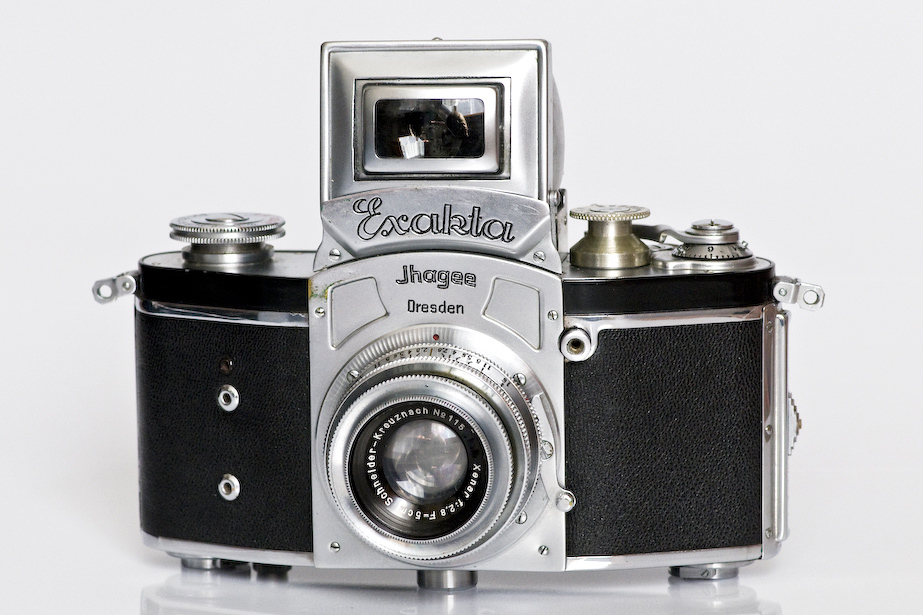
1938年製のエクサクタ・タイプ3。ロールフィルム・タイプの発売から数年でライカ判に移行したことがわかる。

ナチス政権下のドイツにおいて、ドレスデンのイハゲーが1933年に発表し1934年に発売した「スタンダード・エクサクタ」がロールフィルムを用いた近代的一眼レフカメラの最初である。このカメラはバヨネットマウントによるレンズ交換式で、フォーカルプレンシャッターを装備しており、フィルムをレバー巻き上げし、裏蓋を開閉できるなど現代的一眼レフカメラの先鞭をつけた。127フィルムを使用し4×6.5cm判で8枚撮影できた。
35mmフィルムを使用した世界最初の一眼レフカメラはソ連・レニングラードのGOMZ（国立光学器械工場、後のロモ）が1935年に発表し1936年に発売した「スポルト」とされている。2枚の金属板を使い、ミラーアップ時に先幕が閉じ、続いて後幕が縦走行するという、縦走り方式のフォーカルプレーンシャッターを搭載、シャッター速度も最高1/500秒から最低1/25秒まで変えることができ、フィルム送りとシャッターチャージは上部の縦方向のダイヤルにより同時に行われる。バヨネット式の交換レンズ機能を有し、フィルム装填は普通の35mmフィルムを専用カートリッジに移し変えて装填、50枚まで連続して撮影できた。専用カートリッジは自作することもでき、ダークバッグ等で映画用35mmフィルムを最大50駒分切断し、リールに差し込めば容易に撮影できた。反射ミラーによる上部からの一眼レフ式ファインダーのほか標準レンズ用の透視式ファインダーも装備し、約16,000台販売された。
同年の1936年、「スポルト」に続いてイハゲーもスタンダード・エクサクタの基本性能をそのままに小型化し、ライカ判を使用するウエストレベルファインダーの一眼レフカメラ「キネ・エクサクタ」を発売した。この「（バヨネットマウントのライカ判）エクサクタ」シリーズは1950年にファインダー交換式としてペンタプリズム式をもラインナップし1960年代末まで連綿と製造販売され、多数の交換レンズ群をも提供し数多くのバリエーション機種を供した。
以降ほとんどの一眼レフカメラはこの135フィルムを用いたものが大勢を占めるが、高画質を求める用途では120フィルムを用いた6×7cm判や6×4.5cm判の中判一眼レフカメラや、110フィルムを用いたものも登場した。

### 正立正像のアイレベルファインダーを持つ一眼レフカメラ

#### デュフレックス

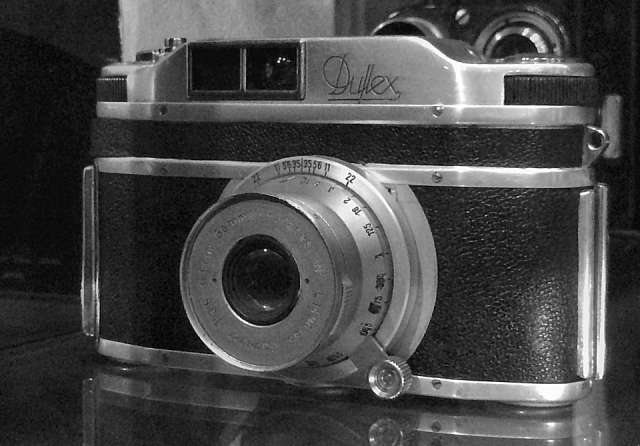
ハンガリー写真博物館所蔵のドゥフレックス

最初の「正立正像アイレベルファインダーを持つ最初の一眼レフカメラ」「クイックリターンミラーを備える一眼レフカメラ」は1947年か1948年にハンガリーのガンマから発売されたデュフレックスである。どちらも画期的な機構ではあったが、生産数が非常に少数であったことと東西冷戦のため市場には全く影響を与えず、このカメラの存在が日本で認知されたのは1970年になってからである。このカメラは現在一般的であるペンタプリズムを使わずポロミラー式であった。

#### コンタックスS
最初の「ペンタプリズム式一眼レフカメラ」は1948年の東ドイツ・ドレスデンのツァイス・イコンによるコンタックスSであり、デュフレックスより企画段階では先行していた。「コンタックスS」は現在においても最も普及しているスクリューマウント形式であるM42マウントを採用、フランジバック・内寸口径の国際規格を有する卓越したシステムカメラで、無数の世界中の各種交換レンズと互換性を有し、ロールフィルムを用いたペンタプリズム式一眼レフカメラの規範となった。

### 戦後日本における一眼レフカメラの発展と隆盛

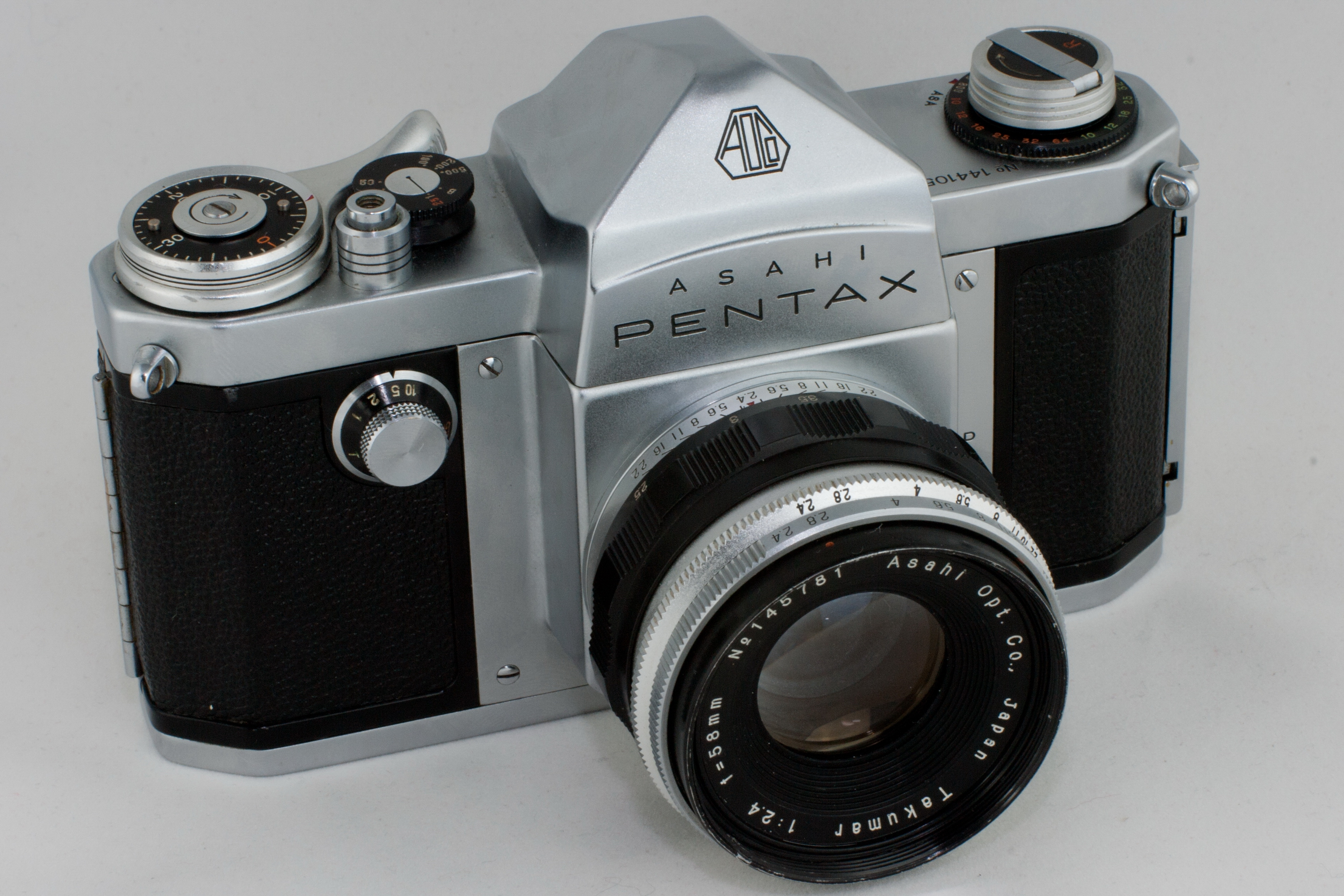
アサヒペンタックス(AP)

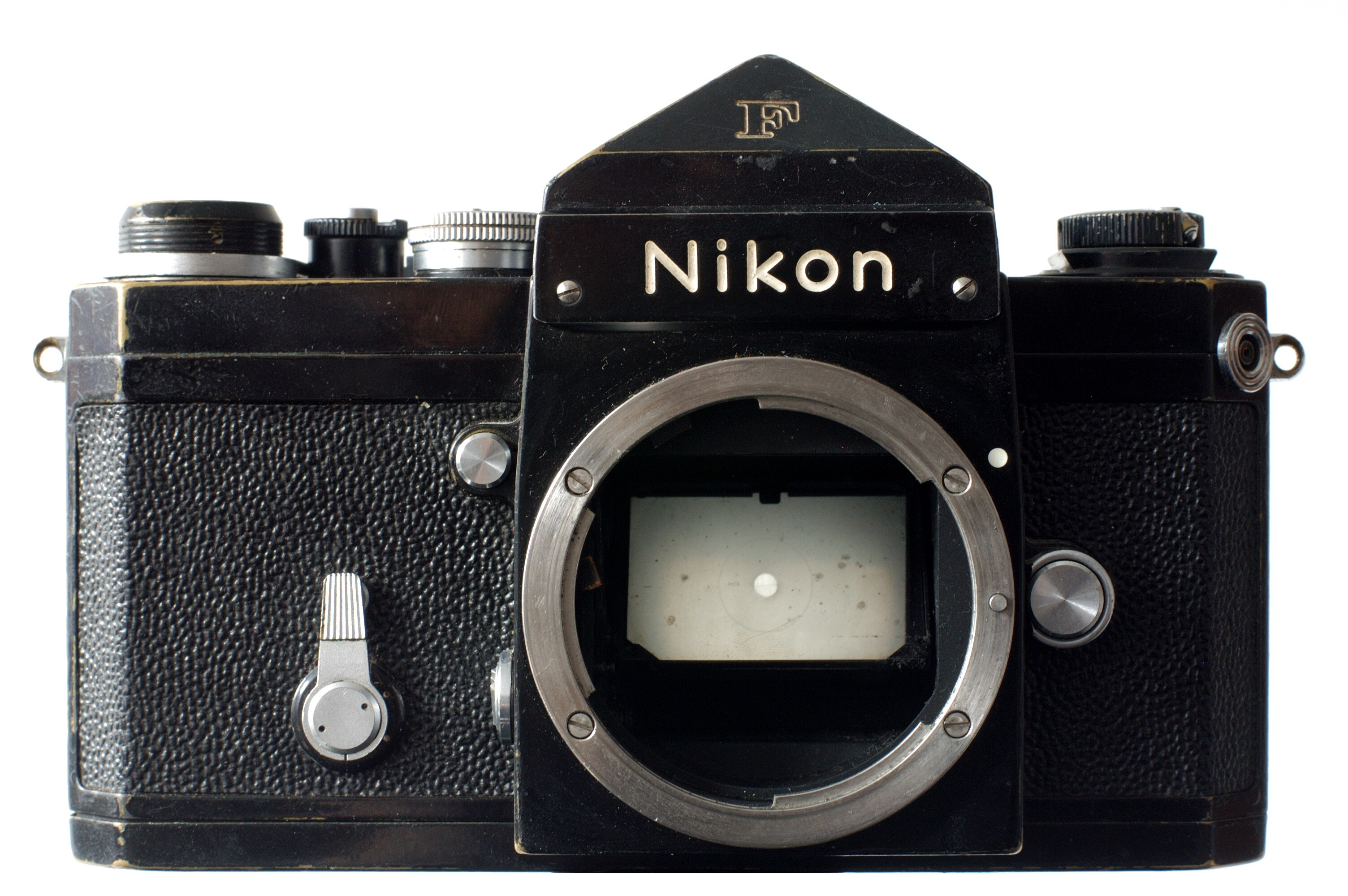
ニコンF

#### 欠点の克服、クイックリターンと自動絞り
日本では一眼レフカメラが早くから開発されてきた。これはレンジファインダーカメラの分野ではライカM3など極めて完成度が高いものがすでに存在しており、日本のメーカーがその土俵での勝負を避けて別の方面からのアプローチをしたためだと言われている。
黎明期の一眼レフカメラは「撮影の際にブラックアウトする」「絞り込むとファインダーが暗い」ということが欠点として言われていたが、前者に関しては旭光学工業（現リコーイメージング）が1954年にクイックリターンミラーを装備したアサヒフレックスIIbを、後者に関してはズノー光学工業が1958年に自動絞り機構を装備したズノーペンタフレックスを発売して解決した。1957年には、旭光学工業から世界初のクイックリターンミラーとペンタプリズムを両方搭載したアサヒペンタックスが開発され、特に一眼レフカメラに大きな欠点を感じずに使えるようになった。ズノーペンタフレックスは歴史に名を残したものの故障が多く返品が相次いだと言われるが、1959年ニコンから発売されたニコンFは非常に頑強で、報道の世界からスピードグラフィックとローライフレックスを駆逐する等、業務用としても非常に広く使われた。以後クイックリターンミラー・自動絞りの双方を装備するのが当然となっていった。

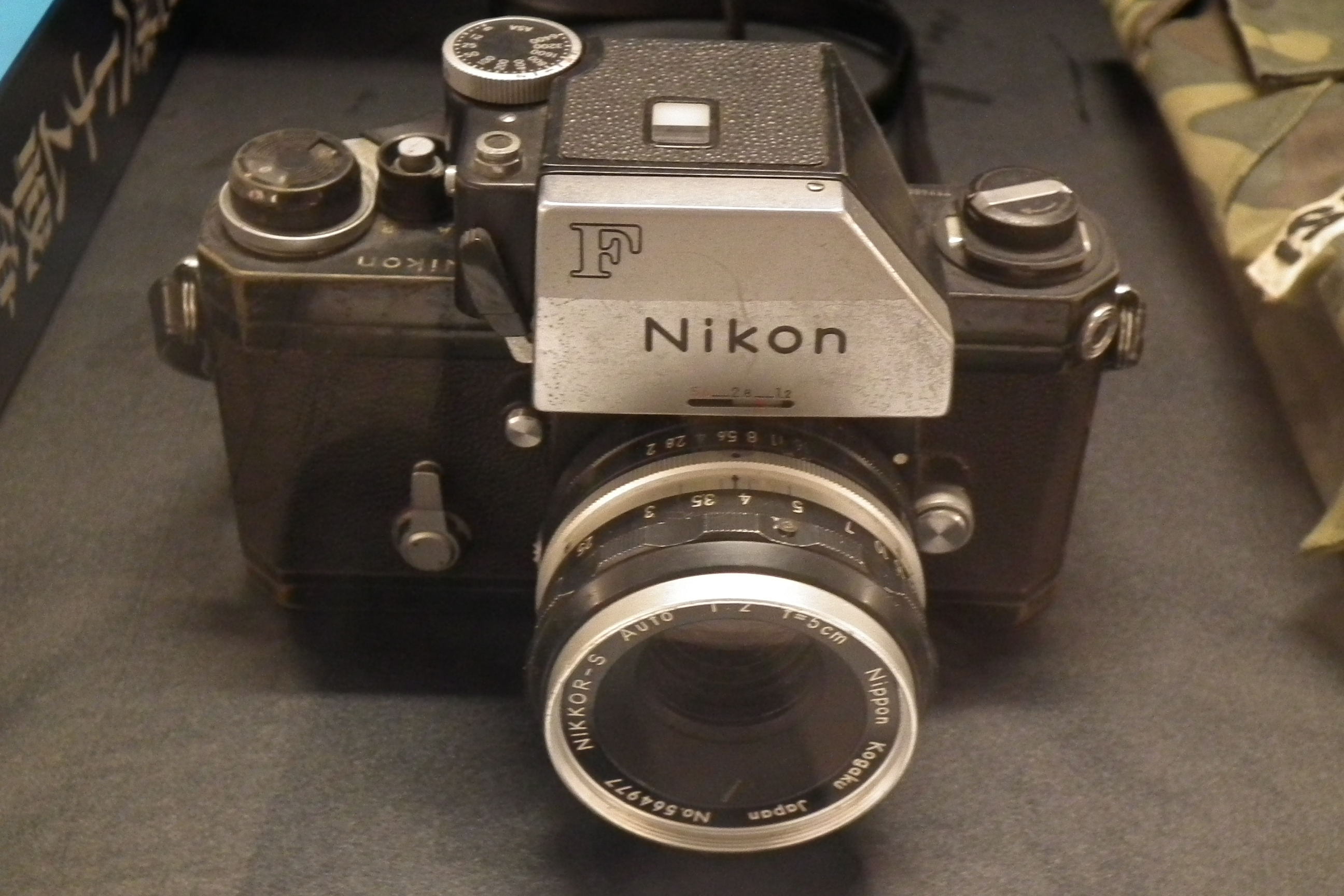
石川文洋がベトナム戦争で使用したNikon F

広角レンズに関しては当初ミラーアップして装着する対称型レンズのみのラインナップであったが、アンジェニューが発明した逆望遠方式で設計されるようになってからは非常に充実したラインナップを持つようになった。
日本製カメラの攻勢に西ドイツのメーカーもようやく一眼レフカメラの重要性に目覚め、ツァイス・イコンは外部測光式ながら世界初の露出計連動型一眼レフカメラであるコンタレックスを、エルンスト・ライツ（現ライカ）はライカフレックスをやや遅れて登場させたが、登場直後から市場での競争力は不十分であった。結果としてエルンスト・ライツは倒産し、ツァイス・イコンはカメラ事業から撤退した。

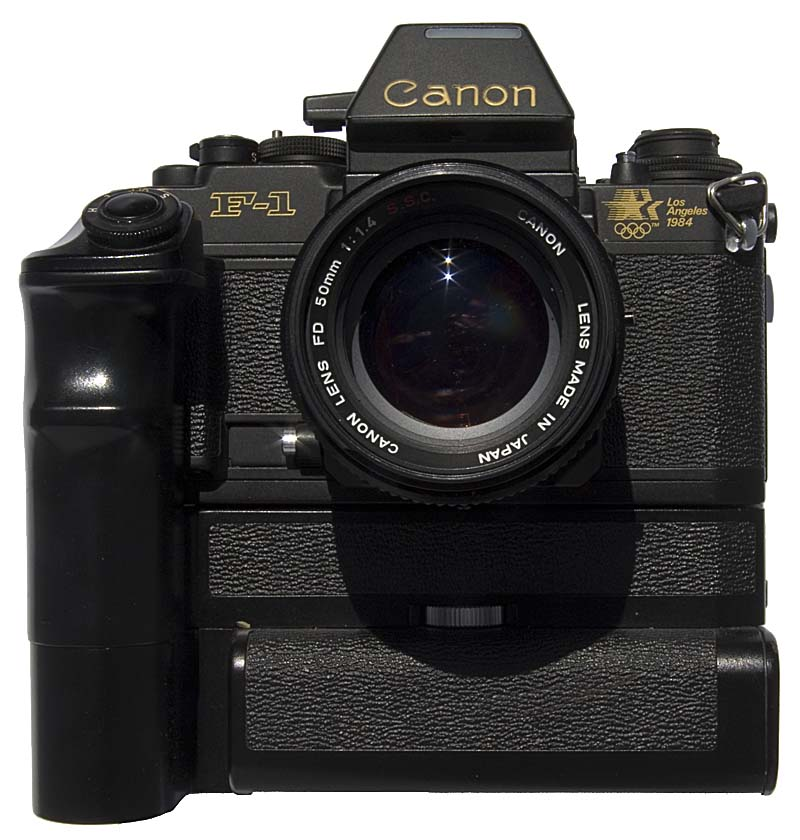
キヤノンニューF-1

#### プロ用一眼レフカメラ、ニコンとキヤノン
ニコンFが業務用として非常に高い地位を得た一方、キヤノンはキヤノンフレックスを発売したもののあまり評価を受けなかったが、1971年にプロ用一眼レフカメラキヤノンF-1を発表した。交換レンズの色再現を揃えたスーパースペクトラコーティングを施し特にグラフィックの分野で高く評価され、以後ニコンF3とキヤノンニューF-1等ライバルとしてしのぎを削りつつ発展して行くこととなる。

#### 電子化、TTL露出計と自動露出とオートフォーカス
1960年代から技術革新が進み、TTL露出計、自動露出、オートフォーカスなどの電子技術が一眼レフカメラに矢継ぎ早に搭載され、さらには低価格化した。これによりアマチュアにも扱いやすいカメラが多く発売され、一眼レフカメラユーザーの裾野を広げる一因となった。
1960年のフォトキナにおいて世界初のTTL露出計搭載一眼レフカメラ、アサヒペンタックスSP（発売は1964年）が発表されたのを皮切りに、1963年には東京光学（現トプコン）が最初のTTL露出計搭載一眼レフカメラトプコンREスーパーを発売、ニコンFも1965年にフォトミックファインダーTを発売するなどTTL露出計が浸透した。1975年にはオリンパス OM-2がフラッシュ光でもTTL露出が可能なTTLダイレクト測光を搭載して発売された。
自動露出自体は以前からあったが、キヤノンが1976年に発売したキヤノンAE-1は世界で初めてCPUを積む等徹底した電子化により低価格で発売、世界中で爆発的な売れ行きを記録しカメラ業界に地殻変動を起こした。

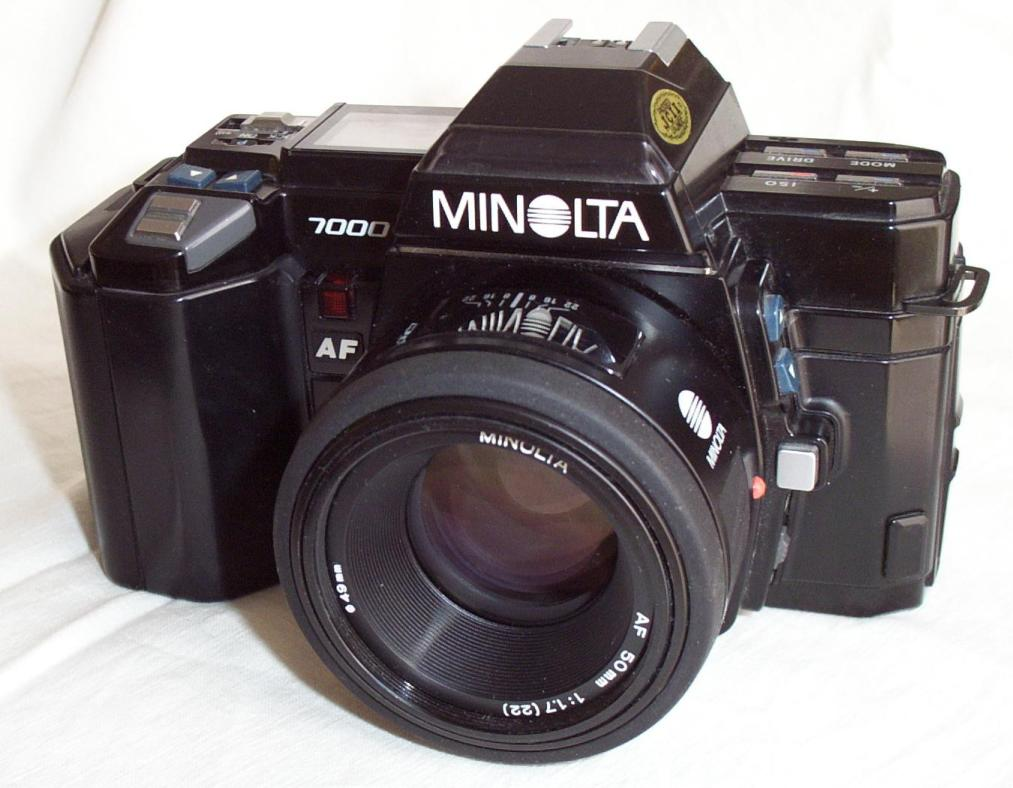
ミノルタα-7000

1985年にはミノルタ（現コニカミノルタ）が世界初の実用的なシステムを持つオートフォーカス一眼レフカメラα-7000を発売してカメラ業界全体へ大きな衝撃を与え、αショックと呼ばれるほどであった。ニコンは1986年従前のシステムと互換性のあるオートフォーカス一眼レフカメラニコンF-501を、キヤノンは1987年従前のシステムとは互換性がないもののレンズ内モーターで迅速なピント合わせが可能なEOS650を発売してこれに対抗。さらに同年、世界初の内蔵TTLフラッシュを搭載したペンタックスSFXが発売される。国内で販売される一眼レフカメラのうちオートフォーカスの割合は既に1986年4月末には50％を超えた。

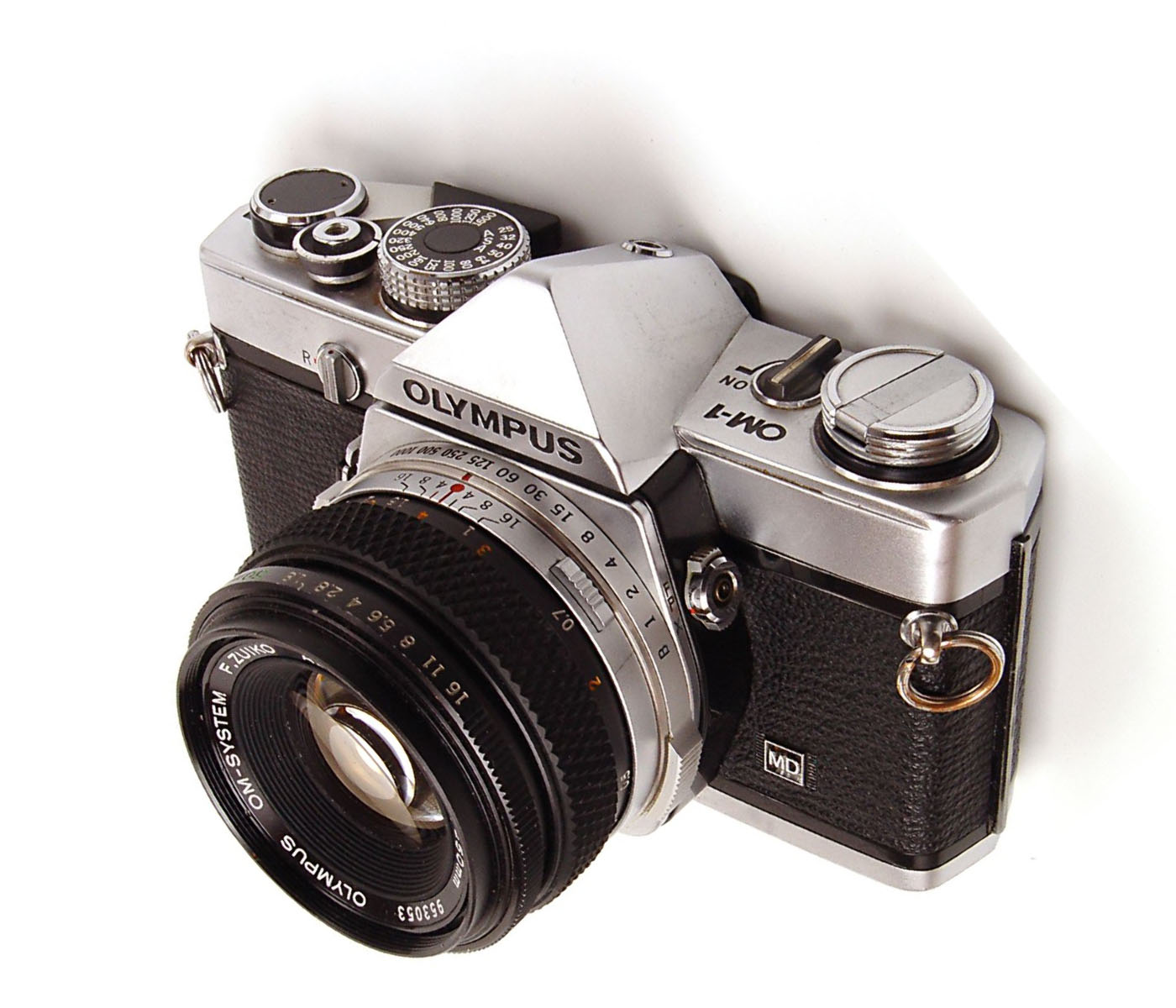
オリンパスOM-1

#### 小型軽量化
機能を追い求めるうちいつしか「一眼レフカメラは重厚長大で当然」になってしまっていた1973年、ビスを真鍮から鉄製にする等、徹底した小型軽量化をしたオリンパスOM-1が発売され、以後一眼レフカメラの世界でも小型軽量化が進んだ。前述した電子化や、合成樹脂製造技術の進歩もカメラの小型軽量化に寄与した。
1993年にキヤノンが発売したEOS Kissは低価格かつボディの小型軽量化を実現し、主婦などこれまで一眼レフカメラを使ったことのない初心者層の開拓に成功している。他社もこれに追随し、普及版のオートフォーカス一眼レフカメラの小型軽量化が進んだ。

#### APS一眼レフカメラの登場
新規格であるAPSフィルムが登場すると、小型化により一層拍車がかかったモデルが各社から発売された。
新規格のフィルムということで各社のモデルもそれまでにない斬新かつ奇抜なものとなったが、なかでもオリンパス及びフジのCenturion／Epion4000シリーズはレンズ固定型を採用しており奇抜な外観を持っていた。レンズ交換式でも、専用マウントを用意したミノルタを筆頭にニコン・キヤノンも旧来のシステムとの互換性を維持した斬新なスタイルのカメラを販売していた。
こうしてメーカー側も力を入れていたAPS一眼レフカメラであったが、デジタルカメラの予想外に速い進化と互換性の高い135フィルムカメラの小型化に祟られAPSフィルムは衰退。結局APSは主流となりうることなく淘汰されたが、フォーマットとしてのAPSがデジタル一眼レフカメラの主流となる等、多彩なバリエーションへ繋がるものであった。

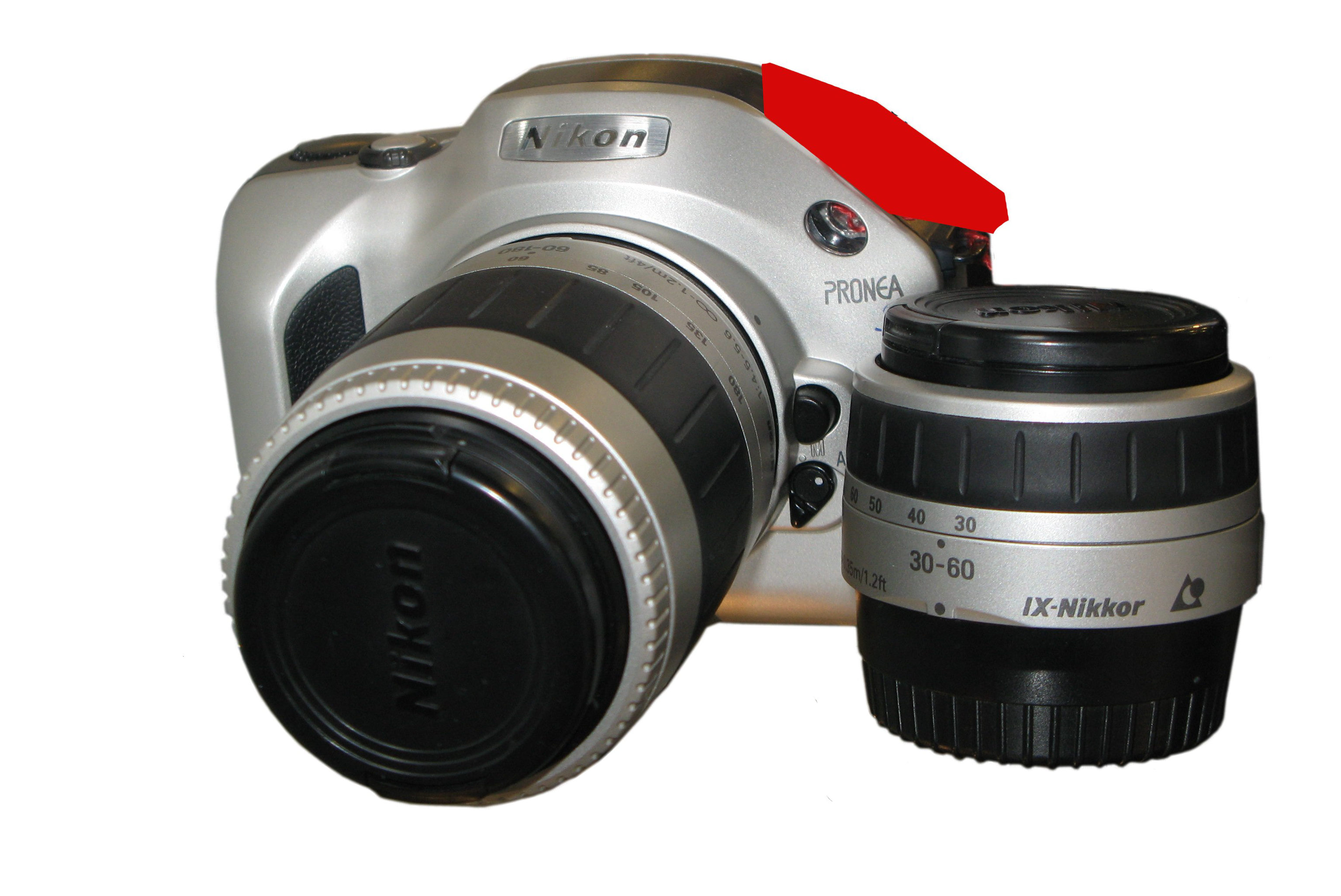
ニコン Pronea S

#### デジタル一眼レフカメラの時代
デジタルカメラの時代になってからは、これまで培ってきた一眼レフカメラ開発のノウハウとイメージセンサーや画像処理技術などデジタル技術の融合が行われデジタル一眼レフカメラ（英: Digital single-lens reflex camera 、digital SLR 、DSLR）が開発された。これにより、老舗カメラメーカーが電子機器大手に買収されたり、独自のイメージセンサー技術を持つメーカーがクローズアップされるなど、戦国時代の様相を呈してきた。
そのなかで、オリンパスとコダックがデジタル一眼レフカメラの統一規格フォーサーズシステムを策定・公開し、賛同会社の一つパナソニックがオリンパスと共同開発を行なって新たに参入したがその後撤退、オリンパスのみが残ったが、その後同社もミラーレス一眼カメラへの統合を表明し、両社とも小型軽量化を特徴のひとつとする、マイクロフォーサーズシステムに開発をシフトすることで事実上撤退した。
2005年、ソニーは、コニカミノルタとαマウントを採用したデジタル一眼レフをコニカミノルタと共同開発するとの発表を行なったが、2006年1月にコニカミノルタはデジタル一眼レフカメラ事業から撤退、ソニーがαマウントを引き継いだ。さらに韓国サムスン電子グループのサムスンテックウィンがペンタックスとデジタル一眼レフカメラを共同開発、部品の共通調達によるコスト削減が目的であったがその後サムスンは一眼レフからは撤退、ペンタックスはHOYAとの合併統合、リコーの子会社化という経緯を辿りながら、Kマウントと中判645マウントのデジタル一眼レフカメラの多マウント展開を継続している。
またカメラのデジタル化によって、これまでにない新たな機能が一眼レフカメラにも組み込まれることとなる。手ぶれによる映像の乱れを軽減させる手ぶれ補正機能は、一部の交換レンズに組み込まれる方式だけでなく、カメラ本体のイメージセンサーを手ぶれに応じて移動させ取り付けるレンズすべてを対応させる方式などフィルムカメラではできなかった技術が登場し、各社で方式は違うがデジタル一眼レフの一機能として定着している。一眼レフカメラは途中に反射鏡を組み込む構造上、コンパクトデジタルカメラのように背面の液晶モニターを使ったフルタイムライブビュー撮影は不可能とされてきたが、2004年にオリンパスから発売されたオリンパス E-330がレンズ交換式デジタル一眼レフカメラとして初めてフルタイムライブビュー機能を実現し、以後各メーカーがフルタイムライブビュー機能や一部の機種にバリアングル液晶を搭載するようになる。さらに2008年9月にはニコンがデジタル一眼レフカメラとして初めて動画撮影に対応したD90を発表。その後各メーカーが対応機種を発売しデジタル一眼レフカメラの一機能として定着している。

##### デジタル一眼レフカメラとビデオグラフィ
2009年以降は、キヤノン EOS 5D Mark IIなどの動画撮影機能が標準採用されているデジタル一眼レフカメラの登場に伴い、ビデオパッケージ（カラオケ用画像撮影・結婚式や説明用ビデオの撮影・等）など、コスト管理にシビアな映像を高画質で撮影することを主な目的とした撮影に業務用ビデオカメラの代わりにデジタル一眼レフカメラが、使用されつつある。デジタル一眼レフカメラ用のカメラスタビライザー（英: Steadicam、ステディカム）などカメラサポート機材やヘッドフォンやマイクロフォン/ICレコーダーなどのオーディオ機器や外部モニター/液晶ファインダーなどデジタル一眼レフカメラの動画撮影用の機材も登場している。

#### ミラーレス一眼カメラの登場
2008年以降、一眼レフカメラとは異なり光学ファインダーを廃してライブビューのみで撮影を行うレンズ交換式デジタルカメラの新形式としてミラーレス一眼カメラが登場し、その後各社からも様々な規格の機種が発売された。
そして、2010年代後半以降、主なメーカーの主力製品はこのミラーレス一眼カメラへと移行、デジタル一眼レフカメラの開発・販売を終了したメーカーや、販売を継続しているメーカーも、一眼レフカメラボディ・一眼レフ用交換レンズのラインナップを順次整理・縮小している。
デジタル一眼レフとミラーレス一眼カメラとでは、どちらもレンズ交換が可能であるという共通点があるものの、ファインダー部の有無や構造などをはじめ仕組みでは異なる部分も多い。デジタル一眼レフが勝る点としては、光学ファインダーによるクリアーな視野、位相差方式による高速で動体追従性の高いオートフォーカス、比較的豊富なレンズラインアップ、等があげられるのに対し、ミラーレス一眼カメラでは小型軽量性やデザイン自由度、撮影結果を見ながら撮影可能な電子ビューファインダー、機械部品が少ないことによるコスト面でのメリット等がある。なお、両システムを展開しているメーカーであってもレンズマウントはそれぞれ異なるのが一般的である。

#### プロ用機材としての需要の変化
スポーツ写真の分野において。2010年代半ば頃はキヤノンとニコンの一眼レフカメラがシェアを二分していたが、2013年にソニーが35ミリフルサイズの撮像素子を採用したミラーレス一眼カメラ「α9」を発売以降、高性能機種や交換レンズの投入・整備に伴い、急速にシェアを伸ばしている。2018年にはキヤノンとニコンも35ミリフルサイズの撮像素子に対応した新マウントのミラーレス一眼カメラを発売し、プロ用機材の新規開発も一眼レフからミラーレス一眼カメラに転換している。

## 一眼レフカメラを製造している、または製造したことのある主なメーカー
アルファベット順に挙げる。
- A・アダムス
- アルパ
- キヤノン - キヤノンのカメラ製品一覧
- コーフィールド (カメラ)
- コシナ - コシナのカメラ製品一覧
- 富士フイルム - 富士フイルムのカメラ製品一覧
- ガンマ - デュフレックス
- グラフレックス - グラフレックスのカメラ製品一覧
- ハッセルブラッド - ハッセルブラッドのカメラ製品一覧
- ホートン
- イハゲー - エクサクタ
- ジェームズ・A・シンクレア
- ジェームズ・F・シウ
- コニカ - コニカのカメラ製品一覧
- 興和 - 興和のカメラ製品一覧
- 京セラ - コンタックス
- ライカ - ライカの一眼レフカメラ製品一覧
- マミヤ・デジタル・イメージング - Phase one（フェーズワン）
- マミヤ・オーピー - マミヤ・オーピーのカメラ製品一覧
- メントール・カメラファブリーク・ゴルツ&ブロイトマン
- ミランダカメラ - ミランダのカメラ製品一覧
- ニューマン&ガーディア
- マリオン (カメラ)
- ミノルタ - ミノルタのカメラ製品一覧
- ニコン - ニコンの銀塩一眼レフカメラ製品一覧、ニコンのデジタル一眼レフカメラ製品一覧
- OMデジタルソリューションズ（旧・オリンパス) - オリンパスOMシステム、オリンパス・ペンF、オリンパスE-システム
- パナソニック - LUMIX
- ペトリカメラ (旧・栗林写真工業) - ペトリカメラのカメラ製品一覧
- レクタフレックス
- リコー - リコーのカメラ製品一覧
- リコーイメージング (旧・旭光学工業) - PENTAXのカメラ製品一覧、PENTAXのデジタルカメラ製品一覧
- ローライ
- シグマ
- ソニー - α
- タムロン - ブロニカ（旧ゼンザブロニカ）
- ソロントン・ピッカード
- トプコン - トプコンのカメラ製品一覧
- フォクトレンダー - フォクトレンダーのカメラ製品一覧
- ヤシカ - ヤシカのカメラ製品一覧、コンタックス
- ツァイス・イコン - コンタックス、コンタフレックス、コンタレックス